# Proprietate fizică
O proprietate fizică este orice proprietate măsurabilă a cărei valoare descrie o stare a unui sistem fizic. Schimbările proprietăților fizice ale unui sistem pot fi folosite pentru a descrie transformările care au avut loc sau evoluțiile dintre stările sale la anumite momente în timp. Proprietățile fizice care sunt cuantificabile se numesc mărimi fizice. Mărimile fizice măsurabile sunt deseori denumite observabile. Unele proprietăți fizice sunt calitative, ca de exemplu luciul, fragilitatea ș.a.; unele proprietăți calitative generale admit proprietăți cantitative înrudite mai specifice, ca opacitate, duritate, viscozitate etc. 
Proprietățile fizice sunt deseori caracterizate ca proprietăți intensive și extensive. O proprietate intensivă nu depinde de mărimea sistemului, nici de cantitatea de materie în obiect. O proprietate extensivă este direct proporțională cu mărimea sau cantitatea sistemului. Aceste clasificări sunt valide, în general, numai în cazurile în care subdiviziuni mici ale eșantionului (en.: sample) nu interacționează atunci când sunt combinate în vreun proces fizic sau chimic.
Proprietățile pot fi clasificate și în funcție de direcționalitatea genului lor. De exemplu, proprietățile izotropice nu se modifică cu direcția de observare, iar proprietățile anizotropice prezintă variabilitate spațială.
Proprietățile fizice se află în contrast cu proprietățile chimice care determină modul în care materialul se comportă într-o reacție chimică. 
Câteva exemple de proprietăți fizice clasice sunt: densitatea, elasticitatea, frecvența, permeabilitatea, sarcina electrică, suprafața, viscozitatea, etc.